# Familia (álbum de Camila Cabello)
Familia es el tercer álbum de estudio de la cantante y compositora cubanomexicana Camila Cabello, lanzado el 8 de abril de 2022 a través de Epic Records. Cabello escribió el álbum durante la pandemia de COVID-19 entre 2020 y 2021 con productores como Mike Sabath, Ricky Reed, Edgar Barrera y Cheche Alara. El álbum está inspirado en la «alegría colectiva manifiesta» que Cabello sintió con su familia durante la pandemia y trata de conectar con las raíces mexicanas y cubanas de la cantante.
Dos sencillos precedieron al álbum: el sencillo principal «Don't Go Yet», que entró en las listas de varios países, alcanzando el número 42 en el Billboard Hot 100. Le siguió «Bam Bam» con la colaboración del cantante británico Ed Sheeran, lo que llevó al lanzamiento del álbum que alcanzó el número 23 en el Billboard Hot 100, y el número 10 en el Billboard Global 200, UK Singles Chart, y Canadian Hot 100. Familia también cuenta con las colaboraciones de Willow, María Becerra y Yotuel.
Para promocionar el álbum, Cabello encabezó un concierto virtual de TikTok, titulado Familia: Welcome to the Family el 7 de abril de 2022.

## Antecedentes
En diciembre de 2019, Cabello lanzó su segundo álbum de estudio, Romance, que se centra principalmente en el tema del enamoramiento. Debutó en el número tres del Billboard 200 y en el número 1 en Canadá. Ese mismo año lanzó canciones en colaboración con otros artistas, como «Señorita» y «My Oh My» con DaBaby. El 14 de julio de 2021, Cabello dio a conocer su nueva música a través de su cuenta de Instagram, compartiendo un primer plano de su rostro junto con la leyenda «¿Listos?», que se traduce del español al inglés como «Ready?». El 16 de julio de 2021, Camila anunció a través de sus cuentas en las redes sociales que el sencillo principal del álbum, «Don't Go Yet» se lanzaría el 23 de julio. El mismo día, confirmó el título del álbum.
Durante la serie de YouTube Released la cantante reveló que un tema, titulado «Celia», cuenta con la voz de su prima, Caro. Durante una entrevista exclusiva con Enrique Santos, Camila se burló de un tema llamado «Lola» que cuenta con la participación del cantante cubano Yotuel. Durante una entrevista en julio de 2021 con Los 40, la cantante reveló que hay canciones en este disco «que sólo están en español y que tienen un sonido completamente diferente» a sus anteriores trabajos. El 21 de febrero de 2022, Cabello anunció el segundo sencillo del disco, «Bam Bam» con la colaboración de Ed Sheeran, que se lanzará el 4 de marzo. El 3 de marzo, confirmó que Familia saldría a la venta el 8 de abril de 2022. Una semana antes del lanzamiento del álbum, el 31 de marzo, Cabello reveló la lista de canciones del disco en sus redes sociales.

## Concepción e influencias
Todo este álbum se inspira en dos cosas: la familia y la comida. Tu familia de sangre, pero también tu familia elegida. Con quién quieres compartir el pan. Con quién quieres sentarte a la mesa, cocinar, emborracharte y bailar en el salón. Para mí, esos son los momentos que me hacen alegrarme de estar vivo, esos momentos de alegría colectiva y verdadera vulnerabilidad y conexión con otras personas. Momentos en los que la comida que habéis cocinado juntos alimenta el alma y también la risa, la conversación y la intimidad emocional. Espero que lo disfrutes y que inspire muchas fiestas de baile en la cocina con vino para ti y tu familia.
Familia significa «familia» en idioma español. Según Cabello, el álbum trata de conectar con sus raíces. Fue influenciado por la «alegría colectiva manifiesta» que sintió durante la pandemia del COVID-19, derivada de las «experiencias similares de conexión" que tiene con su familia. Durante una entrevista de julio de 2021 con Apple Music, la cantante explicó que el concepto del álbum implica «un tema similar de estar junto a los seres queridos" y que se le ocurrió el tema después de estar aislada en casa debido a la pandemia de 2020. A lo largo de la pandemia, Cabello «se ha acercado más a sus raíces y ha priorizado a su familia». Camila quería manifestar que sería «ese tipo de asunto familiar egoístamente, porque me haría feliz» y "haría mi vida mejor y eso es lo que quiero». En noviembre de 2021, Camila explicó a Billboard, que gran parte del álbum estaba inspirado en sus relaciones: «Mis relaciones con mi familia, mi relación con mis amigos, mi relación con mi pareja [...] todo tiene que ver con las conexiones con otras personas».

## Letras y grabación
Según Cabello, Familia comenzó con ella y Scott Harris escribiendo multitud de canciones en su habitación de Miami. Viajaron a Los Ángeles, donde conocieron a Mike Sabath y Ricky Reed, quienes acabaron produciendo el álbum junto a Cheche Alara. La realización del álbum ha sido referenciada por Cabello como «definitivamente lo más honesto y sin filtro que he hecho», presentando las experiencias de la cantante en los últimos años que «realmente no había experimentado o dicho ninguna de estas cosas antes». Cabello no sabía si iba a crear un álbum inspirado en la música latina, ya que Familia fue concebido originalmente como música pop. Sin embargo, conocer a Alara y a Edgar Barrera "hizo que se sintiera natural". Una de las primeras canciones que la cantante escribió para el álbum fue «Hasta los Dientes», seguida de «La Buena Vida» y «Bam Bam». Describió el proceso como «una evolución de [sus] sentimientos y [su] vida». Cabello pudo «tomarse el tiempo para hacerlo y escribirlo durante un período de un año y medio, en el que [ella] estaba en una relación y luego [no] lo estaba». "Quiet" fue la última canción que se incluyó en el tracklist, ya que al ver la alineación final de Familia, Scott Harris y Cabello se sintieron inspirados a terminar la canción para asegurarse de que fuera incluida.
«Lola» fue escrita mientras se desarrollaba el Movimiento de San Isidro en Cuba. La canción rinde homenaje al movimiento en el que la gente protestó en las calles de Cuba contra la dictadura que existe allí desde 1953. Cabello se puso en contacto con el cantante de «Patria y Vida» Yotuel, quien escribió su parte de «Lola» y se la envió a Cabello. Mientras grababa la canción, pensó en "esa situación en [su] vida, y lo diferente que hubiera sido si [ella] se hubiera quedado ahí». Al grabar «Psychofreak», Cabello tuvo sentimientos de vulnerabilidad y vergüenza. Se sintió «muy ansiosa» en el estudio e improvisó una letra. Cuando terminó de grabar el tema, se sintió «terrible y avergonzada», pero más tarde declaró que era uno de sus favoritos. La canción se basa en la ansiedad de la cantante y en la lucha de intentar estar presente a pesar de sentirse paranoica o insegura.

## Composición
La edición estándar de Familia consta de 12 canciones. Willow, Ed Sheeran, María Becerra y Yotuel son los artistas invitados en «Psychofreak», «Bam Bam», «Hasta los Dientes» y «Lola», respectivamente.

### Canciones
El primer tema, «Familia», es una apertura de trompeta de 17 segundos. «Celia», la segunda canción, está cantada en español y cuenta con la participación de la prima de Cabello en las voces de fondo. La tercera canción, «Psychofreak», un tema oscuro de EDM, vulnerable rock y R&B, cuenta con la participación de Willow y trata los temas de salud mental y disociación. El upbeat cuarto tema, «Bam Bam», con Ed Sheeran, es una canción bona fide, de inspiración pop y pop latino, en la que Cabello alude a su ruptura con el cantante canadiense Shawn Mendes, y a la sanación que supuso sobre una producción de infundida en salsa y reggaeton.
«La Buena Vida», el quinto tema, se basa en los sentimientos de soledad mientras se está en una relación a distancia. La sexta canción, «Quiet», trata sobre cómo la cercanía física con una pareja romántica ayuda a lidiar con la ansiedad, y «Hasta Los Dientes», el octavo tema, es una canción nu-disco que cuenta con María Becerra. La novena canción, «No Doubt», es una sensual canción de influencia latina que tiene como tema los celos sexuales y las ansiedades que conlleva una relación intensa.
El décimo tema y sencillo principal «Don't Go Yet» es una canción de pop latino, pop y tropical y una canción de amor que habla de estar junto a alguien y no querer separarse nunca de él. La canción va acompañada de una producción de influencia latina compuesta por cuerdas, maracas, baterías, trompetas, guitarra flamenca y palmas superpuestas como ritmos. La undécima canción, «Lola», cuenta con la participación de Yotuel, y es una balada folclórica que narra la historia de la homónima niña cubana Lola y las luchas por crecer con falta de recursos y oportunidades. La canción que cierra el disco, «Everyone at this Party», es una balada acústica que detalla las desgarradoras consecuencias de una ruptura.

## Lanzamiento y promoción
Mientras celebraba su 25 cumpleaños el 3 de marzo de 2022, Cabello confirmó que el álbum saldría a la venta el 8 de abril, y publicó su portada el mismo día. Los pedidos anticipados del álbum comenzaron el mismo día. El 11 de marzo, la cantante publicó notas escritas a mano y fotos plasmadas en un cuaderno de estilo álbum de recortes del diario que se incluye en la versión de lujo de Familia. En él, Cabello detalla su viaje con la ansiedad, algo que la terapia le ayudó a superar. El 28 y 29 de marzo, Cabello publicó en sus redes sociales fragmentos de dos canciones del álbum.
El álbum salió a la venta el 8 de abril de 2022, a través de tiendas minoristas, música digital y Plataformas de streaming de música, así como en el sitio web de Cabello. Los CDs de la versión alternativa con un póster se hicieron exclusivos para Target en Estados Unidos. La versión limitada de lujo en softpack con una foto autografiada se puso a disposición en la tienda web de Cabello a nivel mundial.

### Marketing
Cabello concedió una entrevista a Enrique Santos de IHeartRadio, a Zane Lowe de Apple Music, a Los 40 y apareció en The Late Late Show with James Corden. Apareció en la portada de la revista Bustle en agosto de 2021 y habló del álbum, y fue la portada de la versión Mexicana de Vogue en marzo de 2022. Cabello aparecerá en el programa The Tonight Show Starring Jimmy Fallon el 8 de abril como invitada principal, así como en Saturday Night Live como invitada musical el 9 de abril. Cabello también aparecerá en The Late Late Show with James Corden en el popular segmento Carpool Karaoke el 18 de abril.

### Portada
El arte de la portada de Familia muestra a Cabello descalza frente a una habitación con puerta verde, mientras lleva un vestido negro de lentejuelas con una falda de volantes multicolor y abraza a una niña sonriente en sus brazos. En la portada alternativa disponible para la edición exclusiva de Target, la cantante aparece tumbada con ropa rosa sobre una alfombra verde junto a dos sillones verdes. El encarte del CD muestra a Cabello con un vestido naranja desplegado a su alrededor, con el telón de fondo de algunas plantas y árboles.

## Sencillos
«Don't Go Yet» sirve como el sencillo principal de Familia. Fue acompañado por un video musical publicado en YouTube, dirigido por Philippa Price y Pilar Zeta. Ambos fueron publicados el 23 de julio de 2021. Fue enviado a las radios estadounidenses de pop y adult pop en formato de radio el 27 de julio. La canción debutó y alcanzó el número 42 en el Billboard Hot 100, el 28 en el Billboard Global 200 y el 37 en el UK Singles Chart, marcando el duodécimo éxito de Cabello en el top 40 del Reino Unido También ha recibido certificaciones de oro en Francia, Portugal y Suiza, y Platinum en Italia y España.

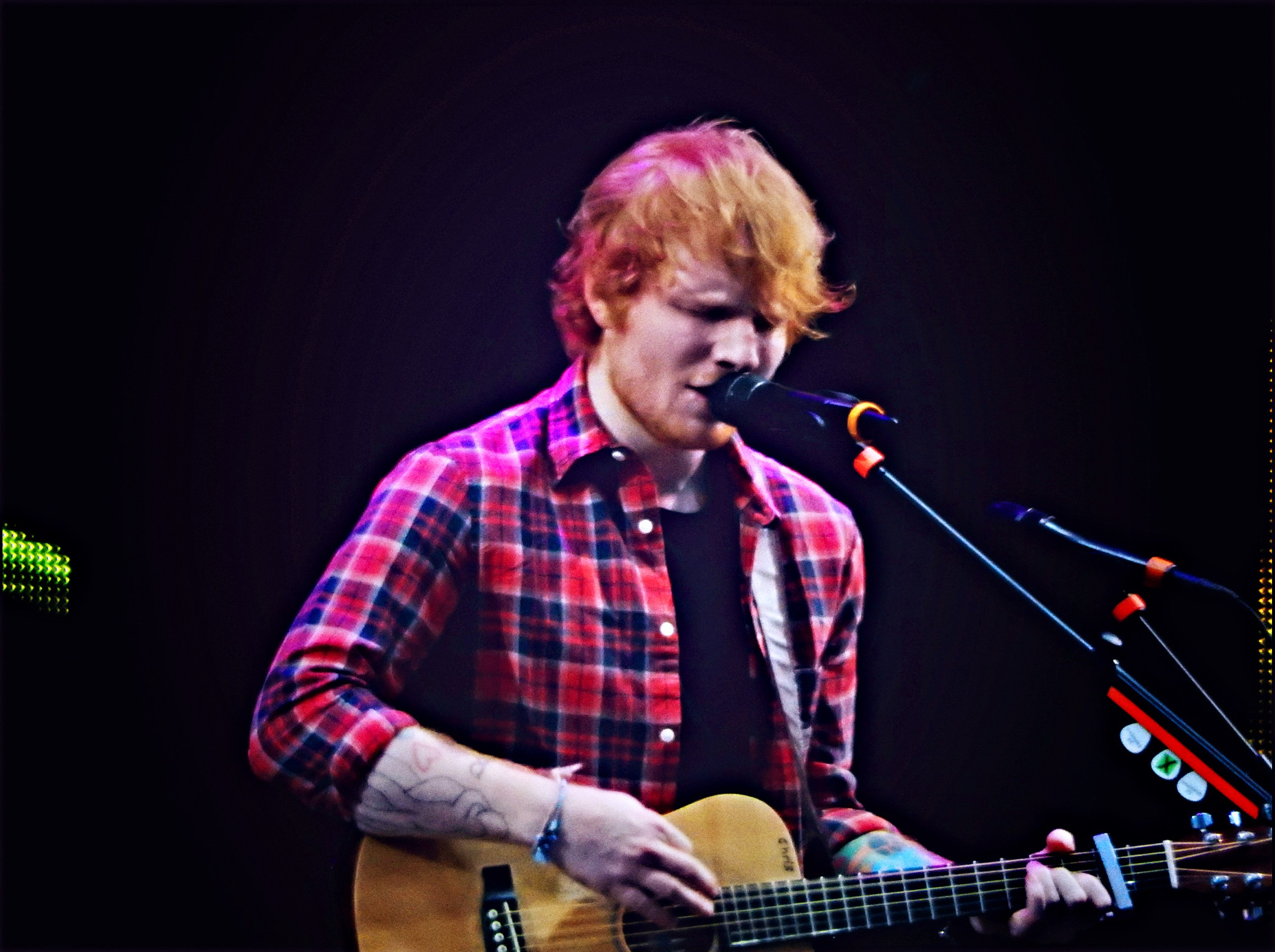
«Bam Bam», el segundo sencillo de Familia, cuenta con la voz del cantautor inglés Ed Sheeran.

«Bam Bam», que cuenta con la participación del cantautor inglés Ed Sheeran, fue anunciado como segundo sencillo el 21 de febrero de 2022, y fue lanzado el 4 de marzo de 2022, un día después del 25 cumpleaños de Cabello. El vídeo musical que lo acompaña, dirigido por Mia Barnes, se estrenó el mismo día. En el Billboard Global 200, marcó la primera canción de Cabello en el top 10, debutando en el número 10. Debutó y alcanzó el número 23 en el Billboard Hot 100 y entró en el top 10 del Canadian Hot 100. En el Reino Unido, "Bam Bam» debutó en el UK Singles Chart en el número 22, antes de subir en las siguientes semanas al número 10, marcando la quinta entrada de Cabello en el top 10.
«Psychofreak» con la participación de Willow, fue anunciado en TikTok por Cabello el 15 de febrero de 2022 y anunciado como tercer sencillo el 7 de abril de 2022, el vídeo musical se estrenó el 8 de abril de 2022 y fue dirigido por Charlotte Rutherford, el vídeo musical se emitió el día del lanzamiento de Familia. Psychofreak debutó en la UK Singles Chart en el número 73, marcando la 22ª entrada de Cabello en la lista.

### Actuaciones en directo
El 23 de julio de 2021, Cabello interpretó «Don't Go Yet» por primera vez en The Tonight Show Starring Jimmy Fallon. Para la actuación, Cabello estuvo acompañada en el escenario por un grupo de bailarines, vestidos con trajes de los '80. Ese mismo día, cantó la canción en un bar de Nueva York. El 7 de septiembre de 2021, Cabello interpretó la canción en BBC Radio One en el Live Lounge, acompañada de Cheche Alara tocando el acordeón. El 12 de septiembre, Cabello pasó a interpretarla en los 2021 MTV Video Music Awards con un traje inspirado en Carmen Miranda, con un break de baile inspirado en la música brasileña producido y arreglado por Cheche Alara. El 23 de septiembre, Cabello la interpretó en los 2021 Billboard Latin Music Awards, con una nueva producción musical de alta energía y arreglos de Alara. El 15 de octubre de 2021, Cabello interpretó "Dont Go Yet" y "La Buena Vida" en NPR's Tiny Desk para el Mes de la Herencia Hispana con una toma de posesión de 'El Tiny' de la serie de conciertos realizados en casa. El 4 de marzo de 2022, Cabello debutó con la interpretación de "Bam Bam" en The Late Late Show with James Corden. El 29 de marzo, la cantante y Sheeran interpretaron la canción por primera vez juntos en el concierto benéfico Concierto por Ucrania en el Resorts World Arena en Birmingham. Cabello interpretará canciones del álbum en Saturday Night Live el 9 de abril.

### Familia: Welcome to the Family
El 15 de marzo, Camila Cabello anunció un concierto en TikTok "Familia: Bienvenidos a la familia', para celebrar el lanzamiento del álbum. La cantante actuó en la plataforma de vídeos el 7 de abril. El espectáculo contó con actuaciones de estreno de temas del álbum. La actuación online se describió como una "experiencia musical inmersiva e inventiva" y utilizó la XR, que ayudó a crear un mundo virtual para cada canción para "complementar la coreografía, los escenarios cambiantes y el vestuario del evento".

## Recepción crítica
En Metacritic, que asigna una Puntuación estándar a las reseñas de publicaciones profesionales, el álbum recibió una calificación promedio de 80, basada en cinco reseñas, lo que indica "críticas generalmente favorables".
En una crítica positiva para NME, Nick Levine calificó el álbum como "[el más rico y convincente de Cabello] hasta la fecha", habiendo profundizado en su herencia y su psique. En una crítica similar, el crítico de Rolling Stone Tomás Mier escribió que el álbum es "un mosaico imperfecto pero revelador de la herencia cubano-mexicana de Cabello". Aunque señaló que los múltiples cambios de estilo eran bastante desorientadores, Mier elogió las letras crudas y honestas del álbum, comparándolas con la lectura del diario de Cabello. En una reseña para The Guardian, Alim Kheraj elogió los vibrantes motivos latinos del álbum - "honestos y zumbantes con intención artística"- y señaló el tema recurrente del "autosabotaje y la paranoia".
En su artículo para Pitchfork, Olivia Horn elogió a Cabello por embarcarse en una "exploración más inmersiva de su herencia musical" en Familia y por "abandonar el enfoque de puertas giratorias" de sus dos álbumes anteriores en favor de trabajar con un grupo más pequeño de "veteranos del pop latino". Sobre la voz de Cabello, Horn escribió que "incluso cuando está enfadada, Camila suena como si se estuviera divirtiendo", produciendo un álbum que "se balancea a lo grande y a menudo golpea".

## Lista de canciones
| N.º | Título                                  | Escritor(es)                                                                | Productor(es)            | Duración |  |
| 1.  | «Familia»                               | Mike Cordone                                                                | Ricky Reed               | 0:18     |  |
| 2.  | «Celia»                                 | Camila Cabello, Eric Frederic, Jose Castillo, Edgar Barrera y Carolina Bern | Reed, Castillo y Barrera | 2:33     |  |
| 3.  | «Psychofreak» (con Willow)              | Cabello, Willow Smith, Tom Peyton, Frederic y Scott Harris                  | Reed y Peyton            | 3:21     |  |
| 4.  | «Bam Bam» (con Ed Sheeran)              | Cabello, Ed Sheeran, Harris, Frederic, Barrera y Cheche Alara               | Reed, Barrera y Alara    | 3:26     |  |
| 5.  | «La Buena Vida»                         | Cabello, Frederic, Barrera y Alara                                          | Alara, Barrera y Reed    | 3:17     |  |
| 6.  | «Quiet»                                 | Cabello, Harris y Frederic                                                  | Reed y Harris            | 2:43     |  |
| 7.  | «Boys Don't Cry»                        | Cabello, Jonah Shy, Harris y Frederic                                       | Reed y Harris            | 3:43     |  |
| 8.  | «Hasta los Dientes» (con María Becerra) | Cabello, María Becerra, Barrera, Frederic y Daniel Real                     | Reed y Barrera           | 3:08     |  |
| 9.  | «No Doubt»                              | Cabello, Frederic, Mike Sabath y Harris                                     | Reed y Sabath            | 3:11     |  |
| 10. | «Don't Go Yet»                          | Cabello, Frederic, Sabath y Harris                                          | Reed y Sabath            | 2:45     |  |
| 11. | «Lola» (con Yotuel)                     | Cabello, Yotuel, Harris y Sabath                                            | Harris y Sabath          | 3:05     |  |
| 12. | «Everyone at This Party»                | Cabello, Harris y Frederic                                                  | Reed                     | 2:49     |  |

## Personal
Músicos
- Camila Cabello - voz principal
- Mike Cordone - trompeta (1, 2, 4, 7), flugelhorn (7)
- José Castillo - guitarra (2, 6, 8), programación (2)
- Ricky Reed - voz (2), programación (3, 4, 6, 7, 9, 10), coros (5), teclados (6), batería (7), bajo (10)
- Rafael Padilla - percusión (3, 9)
- Tom Payton - programación (3)
- Willow Smith - voz (3)
- Cheche Alara - arreglo (4), voces de fondo (5)
- Carlos Murguía - voces de fondo (4)
- Antonio Sol - voz de fondo (4)
- James Zavaleta - coros (4)
- Carlitos del Puerto - bajo (4)
- Ramón Stagnaro - guitarra (4, 5)
- Luis Conte - percusión (4, 5)
- Kevin Ricard - percusión (4)
- Edgar Barrera - programación (4)
- George Shelby - saxofón (4)
- Eric Jorgensen - trombón (4)
- Gerardo Rodríguez - trompeta (4)
- Harry Kim - trompeta (4, 5)
- Ed Sheeran - voz (4)
- Luis Zambrano - voz de fondo, violín (5)
- Rufino Menjares - voz de fondo (5)
- Adán Ramírez - voz de fondo (5)
- Stephanie Amaro - guitarra (5)
- Leader Chapotin - trompeta (5)
- Ángel Guzmán - violín (5)
- Charlie Bisharat - violín (5)
- Jimmy Cuellar - violín (5)
- Maira Solís - violín (5)
- Songa Lee - violín (5)
- Alejandro Cabello - voz (5)
- Scott Harris - teclados (6), guitarra (10)
- Big One - programación (8)
- María Becerra - voz (8)
- Mike Sabath - bajo, guitarra (9); programación (9, 10); bajo acústico, percusión, voz (10); batería (11)
- Carlos Henríquez - bajo acústico, voz (10)
- Mike Ciro - guitarra, voz (10)
- Pedrito Martinez - congas, percusión, voz (10); batería (11)
- Manuel Marquez - percusión, timbales, voz (10); batería (11)
- Yeissonn Villamar - piano (10, 11), voz (10)
- John Ellis - saxofón, voz (10)
- Marshall Gilkes - trombón, voz (10)
- Mike Rodríguez - trompeta (10, 11), voz (10)
- Sebastian Natal - bajo (11)
- Kelly Rosenthal - guitarra (12)

Técnicos
- Michelle Mancini - masterización
- Manny Marroquin - mezcla
- Bill Malina - ingeniería (1-5, 7, 9, 12)
- Ricky Reed - ingeniería (2, 3, 5-9)
- Ethan Shumaker - ingeniería (4, 12)
- Mike Sabath - ingeniería (9, 11)
- Bart Schoudel - ingeniería (10), asistencia de ingeniería (2, 3, 5, 6, 8)
- Steve Xia - ingeniería (10, 11)
- James Kirk - asistencia de ingeniería (1-5, 7)
- Logan Taylor - asistencia de ingeniería (4)
- Piece Eatah - asistencia de ingeniería (5)
- Gianluca Girard - asistencia de ingeniería (10)
- Nicky Young - asistencia de ingeniería (10, 11)

Portada
- Alfie Allen - dirección artística, diseño
- Charlotte Rutherford - dirección creativa
- Sebastián Faena - foto de portada
- Sasha Samsonova - fotografía

## Historial de lanzamientos
| Región | Fecha              | Formatos | Discográfica | Ref.   |
| ------ | ------------------ | -------- | ------------ | ------ |
| Varios | 8 de abril de 2022 | Box set  | Epic         | [ 74 ] |

## Posicionamiento en lista
| Chart (2022)                        | Peak position |
| ----------------------------------- | ------------- |
| Australia (ARIA)                    | 27            |
| Austria (Ö3 Austria)                | 22            |
| Bélgica (Ultratop flamenca)         | 21            |
| Bélgica (Ultratop valona)           | 23            |
| Canadá (Billboard Canadian Albums)  | 6             |
| Dinamarca (Hitlisten)               | 24            |
| Países Bajos (Album Top 100)        | 9             |
| Finlandia (Suomen Virallinen Lista) | 17            |
| Francia (SNEP)                      | 43            |
| Alemania (Offizielle Top 100)       | 27            |
| Irlanda (OCC)                       | 36            |
| Italia (FIMI)                       | 19            |
| Japón (Billboard Japan)             | 49            |
| Lituania (AGATA)                    | 35            |
| Nueva Zelanda (Recorded Music NZ)   | 26            |
| Noruega (VG-lista)                  | 7             |
| Polonia (ZPAV)                      | 25            |
| Portugal (AFP)                      | 8             |
| Escocia (Scottish Albums Chart)     | 8             |
| España (PROMUSICAE)                 | 4             |
| Suecia (Sverigetopplistan)          | 19            |
| Suiza (Schweizer Hitparade)         | 13            |
| Reino Unido (UK Albums Chart)       | 9             |
| Estados Unidos (Billboard 200)      | 10            |